# Hochwasser in Bremen

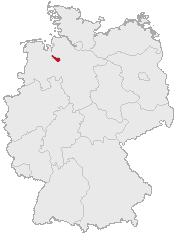
Lage der Stadt Bremen in der Bundesrepublik Deutschland

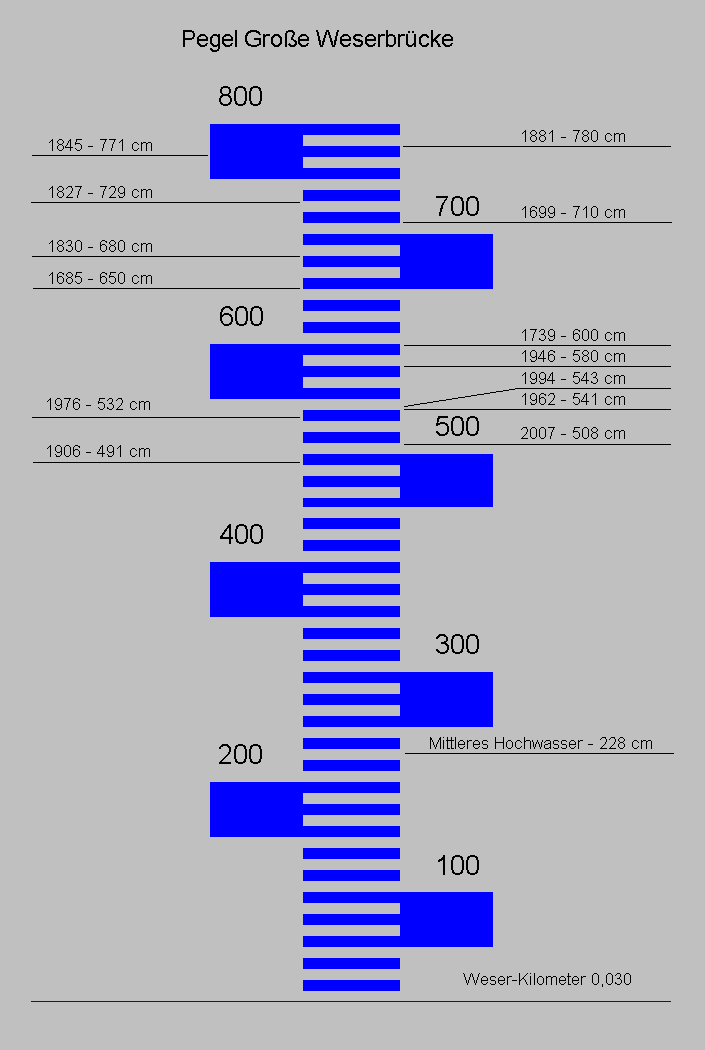
Historische Sturmfluten am Bremer Hauptpegel mit Werten über Normalnull

Hochwasser in Bremen stellen für die norddeutsche Stadt an der Weser eine stete Gefahr dar. Sie resultieren in den meisten Fällen aus Sturmfluten in der Nordsee, die das Weserwasser stromaufwärts drücken und einen zügigen Abfluss verhindern. Bei besonders starken Hochwassern mit einer durchschnittlichen Wiederkehrzeit von 700 bis 1000 Jahren sind weite Teile der Stadt überflutungsgefährdet. In solchen selten auftretenden Fällen ist in der Innenstadt lediglich die Bremer Düne nicht überschwemmt.
Zum Schutz vor den Fluten wurden deshalb bereits sehr früh – in früheren Jahrhunderten – deichbautechnische Maßnahmen getroffen. Seit 1979 halten zwei Sperrwerke eventuelle Sturmfluten davon ab, in die Weserzuflüsse Lesum und Ochtum zu strömen. In den Jahren 1988 bis 1993 kam es zu einer umfassenden Erweiterung und Umgestaltung des Hochwasserschutzes in Bremen.

## Situation vor Ort
Die Stadt Bremen wird von der Weser durchflossen. Mit 85 Prozent liegen weite Teile des heutigen Stadtgebietes unter dem mittleren Hochwasserstand und sind damit theoretisch hochwasser- und sturmflutgefährdet. Allerdings existieren vielfach Schutzvorkehrungen, sodass es selbst bei höchsten Hochwasserständen kaum zu einer vollständigen Überflutung einer Fläche dieser Größe kommen kann. Im Stadtgebiet erhält die Weser zwei nennenswerte Zuflüsse: Linksseitig mündet bei Unterweserkilometer 12,8 die Ochtum, rechtsseitig in Bremen-Nord bei Unterweserkilometer 17,6 die Lesum. Beide Zuflüsse haben ihrerseits Nebenflüsse. Bei der Ochtum ist es die Varreler Bäke, die im Westen an Huchting vorbeifließt, und bei der Lesum die Wümme, die gleichzeitig ihren linken Quellfluss bildet und im Blockland mit zahlreichen Mäandern die Landesgrenze zu Niedersachsen markiert. Den rechten Quellfluss stellt die Hamme dar, die bei Ritterhude auf die Wümme stößt und von dort an mit ihr die Lesum bildet.
Entlang der Weser werden mehrere Pegel zur Wasserstandsmessung betrieben, deren Daten von der Wasser- und Schifffahrtsverwaltung des Bundes im Internet veröffentlicht werden:
- Pegel Weserwehr Oberweser, Mittelweser, Kilometer 362,000
- Pegel Weserwehr Unterweser, Mittelweser, Kilometer 362,785
- Pegel Große Weserbrücke, Unterweser, Kilometer 0,030[2]
- Pegel Oslebshausen, Unterweser, Kilometer 8,375
- Pegel Vegesack, Unterweser, Kilometer 17,850
- Pegel Farge, Unterweser, Kilometer 26,250
- Pegel Bremerhaven, Unterweser, Kilometer 66,64[3]

Zu den wichtigsten gehört der Pegel an der Großen Weserbrücke im Zentrum der Stadt. Er befindet sich auf der linken Weserseite auf der Halbinsel Teerhof an der Straße Herrlichkeit. Seine Daten können zwar nicht als allgemeinverbindlich für alle Weserufer Bremens angesehen werden, sind aber in der Regel als Richtwerte gesetzt. Ergeben sich Abweichungen vom mittleren Hochwasser, so gelten die jeweils bekanntgegebenen Werte in Bremen für diesen Pegel. Über diese Abweichungen wird die Bevölkerung in den Radionachrichten und im Internet informiert. Da in den meisten Fällen das Hochwasser von den Gezeiten (Tide) bestimmt wird, lautet die fachliche Bezeichnung Tidehochwasser (Thw). In neuerer Zeit liegt das mittlere Hochwasser bei 2,56 Meter. Das mittlere Niedrigwasser (mTnw) liegt bei 1,6 Metern unter Normalhöhennull. Der mittlere Tidenhub beträgt somit 3,88 Meter. An diesem Pegel beträgt der mittlere Durchfluss bei mittlerer Tide 327 Kubikmeter pro Sekunde. Er kann in Extremfällen auf bis zu 180 Kubikmeter fallen, aber auch auf 1200 Kubikmeter steigen.
Weitere Pegel befinden sich an der Wümme und an der Lesum:
- Pegel Borgfeld, Wümme, Kilometer 0,265
- Pegel Wasserhorst, Lesum, Kilometer 2,255
- Pegel Lesumsperrwerk innen, Lesum, Kilometer 8,0
- Pegel Lesumsperrwerk außen, Lesum, Kilometer 8,0

Für die Hochwasservorhersage, die zum Beispiel vom Bundesamt für Seeschifffahrt und Hydrographie (BSH) durchgeführt wird, werden die Daten einiger Pegel verwendet, zu denen der Pegel in Bremerhaven gehört.

## Ursache der Hochwasser
Der Lauf der Weser und vor allem ihr Bettvolumen (basierend auf Breite und Tiefe des Flussbettes) änderten sich durch bautechnische Arbeiten im Laufe der Jahrhunderte. War sie anfangs bei Bremen ein stark gewundener Fluss mit zahlreichen Untiefen und Inseln, wurde sie hauptsächlich seit der Weserkorrektion unter der Leitung von Ludwig Franzius großräumig begradigt und vertieft. Diese Korrektionsmaßnahmen, die unter anderem eine Vertiefung auf fünf Meter sowie Uferbefestigungen beinhalteten, begannen an der Tidegrenze in Bremen und zogen sich bis zur Mündung des Flusses hin. Zusätzlich wurde das mittlere Hochwasser nun effektiver bis ins Landesinnere nach Bremen gedrückt, was einen Aufschwung des dortigen Hafens zur Folge hatte. Andererseits verlor der Fluss durch die Begradigung und die Befestigungen den Großteil seiner natürlichen Flutgebiete. Dadurch bot sich den Wassermassen aufgrund der nun geringeren Breite des Flusses weniger Spielraum. Der Tidenhub, der um 1900 nur bei etwa einem Meter lag, erhöhte sich durch die Ausbaumaßnahmen auf mehrere Meter.
Als mitentscheidende Faktoren für Weserbinnenhochwasser in Bremen sind die meteorologischen und hydrologischen Verhältnisse in den weiter flussaufwärts liegenden Naturräumen, den Mittelgebirgen, anzusehen. Dies sind zum einen Niederschläge und zum anderen die Schneeschmelze im Frühjahr. Das Binnenhochwasser wird über den Abfluss in Kubikmetern pro Sekunde am Pegel Intschede definiert, da dieser maßgeblich für die flussabwärts gelegene Stadt ist.
Die Weser lässt sich – ähnlich wie zum Beispiel der Rhein in Köln oder die Elbe – einem pluvio-nivalen (regen-schneegespeisten) Abflussregime zuordnen. Dies hat zur Folge, dass sich die Hochwasser in der Hansestadt zu Beginn und zum Ende eines jeden Winters häufen. Im Herbst bis zum Frühwinter lassen starke Regenfälle in den Quellregionen der Weser und ihrer Quellflüsse, aber auch weiter flussabwärts, den Strom stark anschwellen. In den folgenden Wochen wird Niederschlag, der in den Bergen fällt, in Eis oder Schnee gebunden und überdauert so den Winter. Wenn im Frühjahr, zumeist in den Monaten Februar und März, infolge steigender Temperaturen die Schneeschmelze einsetzt, wird das gespeicherte Wasser frei und ergießt sich in die Flüsse. Die häufig noch gefrorenen Böden sind nicht in der Lage, überspülendes Wasser aufzunehmen. Da zu dieser Zeit zusätzlich zum Schmelzwasser neue Niederschläge hinzukommen können, ist in der Regel damit zu rechnen, dass die Frühjahrshochwasser höher auflaufen als jene im Herbst.
Eine weitere Hochwassergefahr für Bremen sind die Sturmfluten der Nordsee. Sie treten für gewöhnlich, ähnlich wie die Binnenhochwasser, in den Monaten November bis März auf. Dabei kommt es zu massiven Überflutungen, da Orkanstürme das Nordseewasser in die Trichtermündung der Weser drücken, deren eigenen Abfluss verhindern und sie aufstauen. Die Hochwasserwelle rollt von Bremerhaven flussaufwärts und erreicht die Stadt Bremen innerhalb von etwa drei Stunden. Die stark eingeengte und begradigte Weser kann im Stadtgebiet wenig Energie der auflaufenden Wellen abbauen, weshalb sich sehr schnell hohe Wasserstände entwickeln. Außerdem besteht die Gefahr, dass die Sturmfluten auch in die Ochtum und die Lesum drücken, sie anschwellen und über die Ufer treten lassen, was eine Überflutung des Stadtgebietes von drei Seiten gleichzeitig zur Folge hätte. Eine besondere Gefahrensituation ist das Zusammentreffen von Sturmflut und Binnenhochwasser in der Stadt Bremen.

## Historische Hochwasser
Das Gefahrenpotential durch Hochwasser wird an der Häufigkeit und an den mittleren Wasserständen gemessen. Hierfür werden Messreihen zunächst über zehn Jahre gebildet. Für die Wahrscheinlichkeit des Eintritts eines bestimmten Hochwasserstandes wird in der Fachsprache der Begriff Jährlichkeit verwendet.
| Jahr                    | Wert am Pegel Große Weserbrücke über NN | Abfluss in m3/s | Jährlichkeit  |
| ----------------------- | --------------------------------------- | --------------- | ------------- |
| 1685                    | 650                                     | –               | 500-jährlich  |
| 1699                    | 710                                     | –               | 1000-jährlich |
| 1739                    | 600                                     | –               | 100-jährlich  |
| 1827                    | 729                                     | –               | –             |
| 1830                    | 680                                     | –               | –             |
| 1845                    | 771                                     | –               | 1000-jährlich |
| 1880                    | 780                                     | –               | –             |
| 1881                    | –                                       | 4.200           | 600-jährlich  |
| 1881                    | 780                                     | –               | 1000-jährlich |
| 1906                    | 491                                     | –               | 5-jährlich    |
| 1946                    | 580                                     | –               | 50-jährlich   |
| 1962                    | 541                                     | 1.100           | 20-jährlich   |
| 1976                    | 532                                     | –               | 20-jährlich   |
| 1981                    | –                                       | 2.650           | 45-jährlich   |
| 1994                    | 543                                     | –               | 20-jährlich   |
| 2007                    | 508                                     | –               | 10-jährlich   |
| 2013                    | 525                                     | –               | -             |
| Mittleres Hochwasser    | 228                                     |                 |               |
| Mittleres Niedrigwasser | - 160                                   |                 |               |

### 1717
Das Hochwasser, welches am 24. und 25. Dezember 1717 über die deutsche Nordseeküste hereinbrach und aufgrund des Datums den Namen Weihnachtsflut erhielt, wurde verursacht durch die schwerste Sturmflut des 18. Jahrhunderts. Die damalige Stadt Bremen selbst wurde von den Fluten verschont, da sie sich im vielfältig verästelten Flusslauf der Unterweser brachen. Jedoch kam es in Gebieten, die damals noch eigenständige Gemeinden waren und heute Bremer Stadtteile sind, zu schweren Überschwemmungen. So zerstörte die Sturmflut im Amt Blumenthal einen Deich vollständig und in Rekum wurden zwei weitere Deichbrüche verzeichnet. Die Wassermassen drückten in die Mündungen der Weserzuflüsse Ochtum und Lesum. Infolgedessen wurden rechtsseitig der Weser alle links der Lesum und Wümme liegenden Gebiete überflutet, darunter das Werderland, das gesamte Blockland sowie die Ortschaft Walle. Am linken Weserufer überschwemmten die Hochwasser der Ochtum die niedervieländischen Niederungsebenen mit den Dörfern Strom und Seehausen. Da Bremen nicht betroffen war, beteiligte sich die Hansestadt umfassend an den Hilfsaktionen.

### März 1827
Ende Februar des Jahres 1827 setzte nach einem kurzen, aber sehr strengen Winter starkes Tauwetter ein, und ab Anfang März begann die Weser im Bremer Stadtgebiet zu steigen. Lag ihr Pegel am 2. des Monats noch bei 2,40 Meter über Normalnull, erhöhte er sich bis zum Abend des 4. März auf 4,00 Meter und im späteren Verlauf auf 7,29 Meter. In der Nacht vom 5. auf den 6. März strömte das Hochwasser über die Kleine Weser in die Neustadt ein. Der Buntentorsteinweg und viele weitere Straßen in diesem Gebiet wurden vollständig überflutet. Am Morgen des 6. März brachen zwischen 9 und 10 Uhr die linksseitigen Weserdeiche sowohl oberhalb als auch unterhalb des Dorfes Habenhausen, eines heutigen Bremer Ortsteils. Dort kam es zu großflächigen Überschwemmungen. Am Nachmittag gab auch der Eisenradsdeich am rechten Weserufer an zwei Stellen nach, und das Weserwasser spülte in die Ostertorvorstadt, wo zahlreiche Häuser sowie die Steintorbrücke über den Kanal Dobben zerstört wurden.

### März 1830
Die Flut von 1830, die die Weser auf 6,8 Meter über Normalnull auflaufen ließ, war das schwerste und verlustreichste Binnenhochwasser, das Bremen in seiner jüngeren Geschichte heimsuchte. Nahezu alle großen Marschenwiesen – das Werderland, das Blockland, das Hollerland, das Vieland mit Niedervieland und Obervieland und die Mahndorfer Marsch – sowie zahlreiche heute zur Stadt gehörende Dörfer wurden überflutet.

#### Der Deich in Hastedt vor 1830
Der Hastedter Bauernschaft war es 1769 gelungen, ein Stück unfruchtbares Sandland an Hannover zu verkaufen und sich damit die lästige Deichpflicht auf Hannover abzuwälzen. Diese beauftragte damit einen Pächter, so entstand 1790 der Schellenhof, der 1803 mit Hastedt zu Bremen kam. Die mehrmals wechselnden Pächter vernachlässigten den Unterhalt des Deiches und konnten wohl auch nicht anders handeln, da der erforderliche Aufwand den Ertrag des Hofes bei weitem überstiegen hätte. Schon 1816 war Pächter erfolglos an seine Deichpflicht erinnert worden.

#### Vorsorge
Der Winter 1829/1830 war ungewöhnlich lang und streng und die Böden zu beiden Seiten der Weser tief gefroren. So war abzusehen, dass sie bei schnell einsetzendem Tauwetter kein Schmelzwasser würden aufnehmen können. Zudem befürchtete man, dass durch einbrechende Eisbarrieren der Durchfluss der Weser und ihrer Nebenflüsse noch erhöht werden könnte. Aus diesem Grunde bestellte der Senat für beide Ufer Fachleute, die die Deichverteidigung und die eventuellen Hilfsaktionen für Personen leiten und koordinieren sollten. Auf der linken Weserseite übernahmen diese Aufgabe der aus den Niederlanden stammende Baurat Jacobus Johannes van Ronzelen, Leutnant Sattler sowie Conducteur Findorff.
Als eine der vorsorglichen Hilfsmaßnahmen wurden zwölf Schiffe bereitgestellt, um Menschen retten und für den Deichschutz benötigte Güter transportieren zu können.

#### Verlauf
Wie prognostiziert, setzte das Tauwetter Ende Februar, am 26. des Monats, ein und führte, verbunden mit starken Regenfällen, dazu, dass der Schnee schnell schmolz. Am folgenden Tag wurde die bis zu 60 Zentimeter starke Eisdecke auf der Weser vom schnell ansteigenden Wasser angehoben und durchbrochen, was rasch zu temporären Barrieren führte.
Am Morgen des 1. März brach der Katrepeler Deich an der Wümme, sodass das Wasser in die weiten und nahezu unbewohnten Wiesen des Holler- und des Blocklandes strömte. Der Bruch konnte in relativ kurzer Zeit bereits am Mittag desselben Tages wieder geschlossen werden. Die Weser stieg im Tagesverlauf an der Großen Weserbrücke auf 6,80 Meter über Normalnull.
In der darauffolgenden Nacht gelang es den Helfern mithilfe bereitgestellter Ausrüstungswagen, die unter anderem Bretter, Handrammen, Erlenpfähle, Mist und Stroh geladen hatten, zahlreiche undichte Stellen an Deichen im Stadtgebiet abzudichten. Diese Erfolge wurden beispielsweise an der Brautstraße, in der Neustadt und an der Kleinen Weserbrücke verzeichnet.
Am 2. März gegen 10 Uhr durchbrach das Weserwasser in Hastedt an zwei Stellen gleichzeitig den Deich und riss die Wohnungen von 27 Familien fort. Sechs andere Häuser sowie zwei Nebengebäude wurden irreparabel beschädigt. In Hastedt fielen der Flut vier Frauen und sechs Kinder zum Opfer. Auch im angrenzenden Bezirk Mahndorf gaben die Deiche nach. Pastor Hollmann, der damalige Pfarrer der evangelisch-lutherischen Kirchengemeinde Alt-Hastedt, hielt in seinen niedergeschriebenen Erinnerungen fest: „Da das Wasser in alle Häuser, die in der Nähe der Pfarrwohnung liegen, drang, und nur diese frei blieb, so flüchteten 60 Menschen dahin, die einige Wochen dort gewohnt haben.“
Von der Neustadtseite meldete ein Vogt namens Holscher, dass der Habenhausener Deich noch sicher sei, obwohl er an einigen Bereichen Wasser durchlaufen ließe. Van Ronzelen beschloss, den Deich selbst in Augenschein zu nehmen und stellte fest, dass er äußerst gefährdet war. Daraufhin beorderte er mehrere Arbeiter zur Absicherung, doch um 22 Uhr begann der Deich abzurutschen, und am 3. März gegen 3 Uhr brach er auf einer Breite von 23 Metern. Dieser Bruch erweiterte sich binnen 20 Minuten auf 120 Meter. Infolge dieses Deichbruchs wurden weite Teile sowohl des Ober- als auch des Niedervielandes überflutet. Die Überschwemmungen intensivierten sich noch dadurch, dass auch in der weseraufwärts gelegenen Gemeinde Dreye der Weser- und in Stuhr ein Ochtumdeich brachen. Das dort freigesetzte Wasser bahnte sich seinen Weg über die ebenen Felder bis in die Vielande. Nahezu die gesamte Neustadt stand unter Wasser, und der Senat beschloss, die bereitgestellten Boote abzuschicken: Zwei entsandte man zum Buntentor, zwei zum Hohentor, drei zum Steinweg, zwei nach Habenhausen und eines nach Strom.
Besonders in letzterem Dorf war die Lage bisweilen dramatisch, da die Gehöfte von zwei Flutwellen gleichzeitig eingeschlossen wurden: Zum einen von jener, die vom Deichbruch in Habenhausen herrührte, und zum anderen von der anderen Seite, da die Ochtum über ihre Ufer getreten war. Infolgedessen wurden auch Brinkum, Warturm, Huchting, Seehausen und das damals noch vorwiegend landwirtschaftlich geprägte Grolland überschwemmt. Da auch die Brinkumer Heerstraße, die in südlicher Richtung aus Bremen herausführte, für mehrere Tage unpassierbar war, richteten die Bremer Kaufleute im Überflutungsgebiet einen Fährdienst ein, der Lastenwagen von Warturm bis nach Brinkum transportierte und so den Handelsverkehr Bremens mit dem Binnenland aufrechterhielt.
Die Folgen dieses Binnenhochwassers waren noch über Monate im Bremer Stadtbild zu sehen, unter anderem dadurch, dass das Wasser noch bis zum Sommer auf den Wiesen und Feldern, aber zum Teil auch in den Dörfern stand. Erst im Herbst gelang es, den Habenhauser Deich wieder vollständig zu schließen und abzudecken, da es zuvor nicht möglich war, die dafür benötigte Kleierde zu beschaffen.

### Dezember 1880

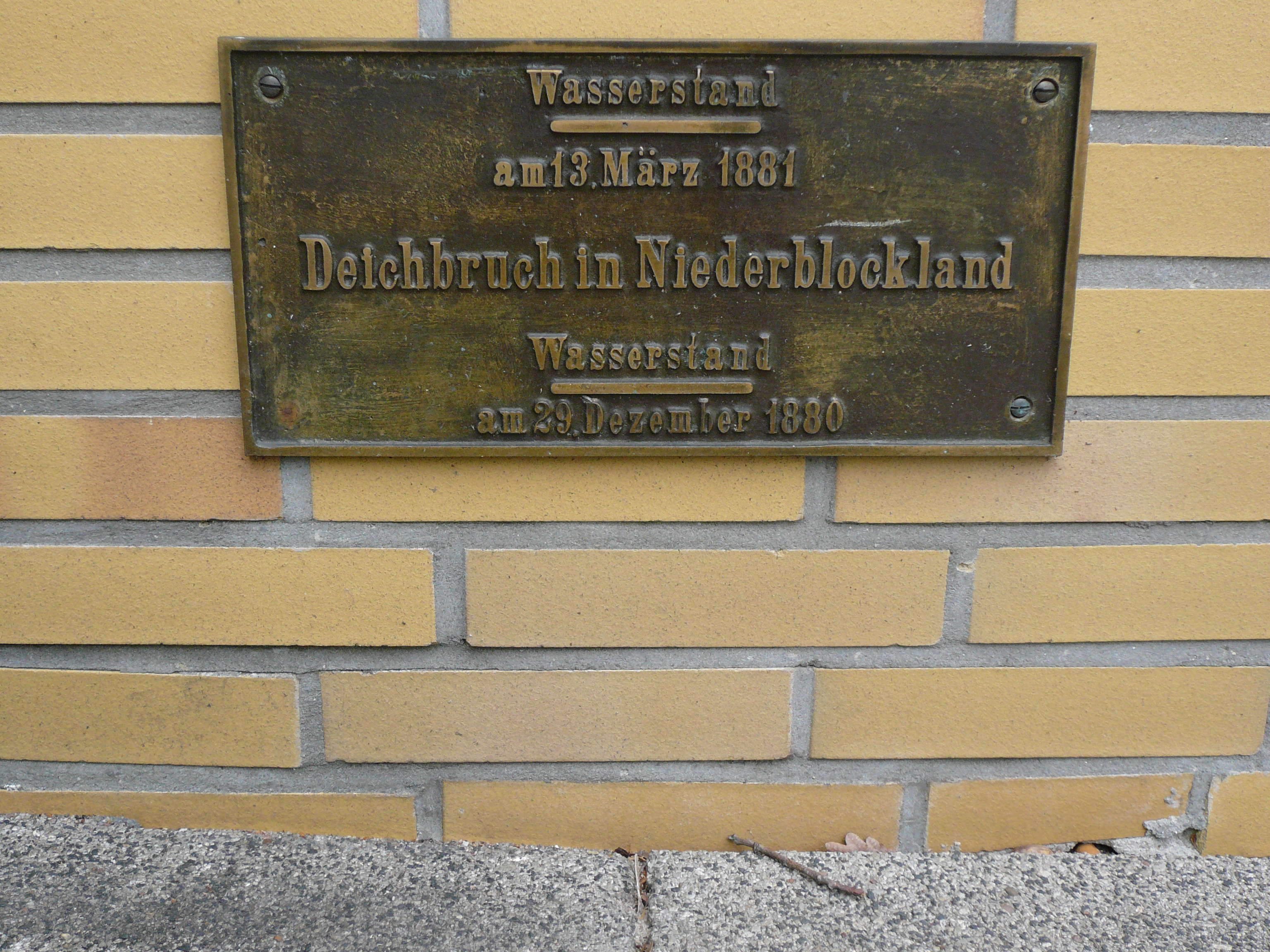
Plakette am Polizeihaus an der Parkallee

Im Dezember 1880 kam es am Oberlauf der Wümme zu außergewöhnlich intensiven Regenfällen, die den Fluss sehr stark anschwellen ließen. Der damalige Wümmedeich im nahezu unbewohnten Blockland, dem Gebiet linksseitig des Flusses in Bremen, war sehr schmal, dafür aber steil errichtet worden. Die Wümme wurde durch ihre engen Windungen rasch aufgestaut, wusch die Deichbefestigungen von deren flusszugewandten Rückseiten her aus und drang so in das Erdreich des Deiches ein. Kurz darauf trat das Wasser als zunächst kleine Rinnsale am Fuße der Binnenböschung auf der landzugewandten Seite wieder hervor. Innerhalb weniger Tage rutschte die Binnenböschung auf ihrer gesamten Länge vom Ortsteil Burgdamm im Westen bis zum Stadtteil Borgfeld im Osten ab. Bald war die Deichkrone so schmal, dass die Wassermassen sie einzudrücken vermochten. Dieser Deichbruch ereignete sich am 29. Dezember nahe dem Gehöft Kropp und spülte ein acht Meter tiefes Loch aus.
Infolge des Bruchs wurden das gesamte Blockland mit einer Fläche von mehr als 30 Quadratkilometern sowie weite Gebiete der Stadtteile Findorff und Schwachhausen überflutet. Es dauerte gut drei Monate, bevor sich das Wasser wieder vollständig zurückgezogen hatte.
Erinnerungen an diese Flutkatastrophe, die eine der flächenmäßig größten Bremens war, findet man heute noch an mehreren Stellen im Stadtgebiet. An der Polizeiwache Parkallee am Bürgerpark ist beispielsweise eine Hochwassermarke angebracht, die den damaligen Wasserstand anzeigt. Ähnliches findet man auch im Bürgerpark selber sowie an der Außenwand eines Hauses in der Straße Klattendiek im Stadtteil Horn-Lehe. Am Ort des Deichbruchs von 1880, der heute zwischen den Hofstellen Niederblockland 14 und 15 liegt, wurde eine geschnitzte Holztafel aufgestellt. Das acht Meter tiefe Loch ist noch heute am Fuße der Binnenböschung des Deichs erhalten und trägt den Namen Niederblocklandsee.

### Februar/März 1881

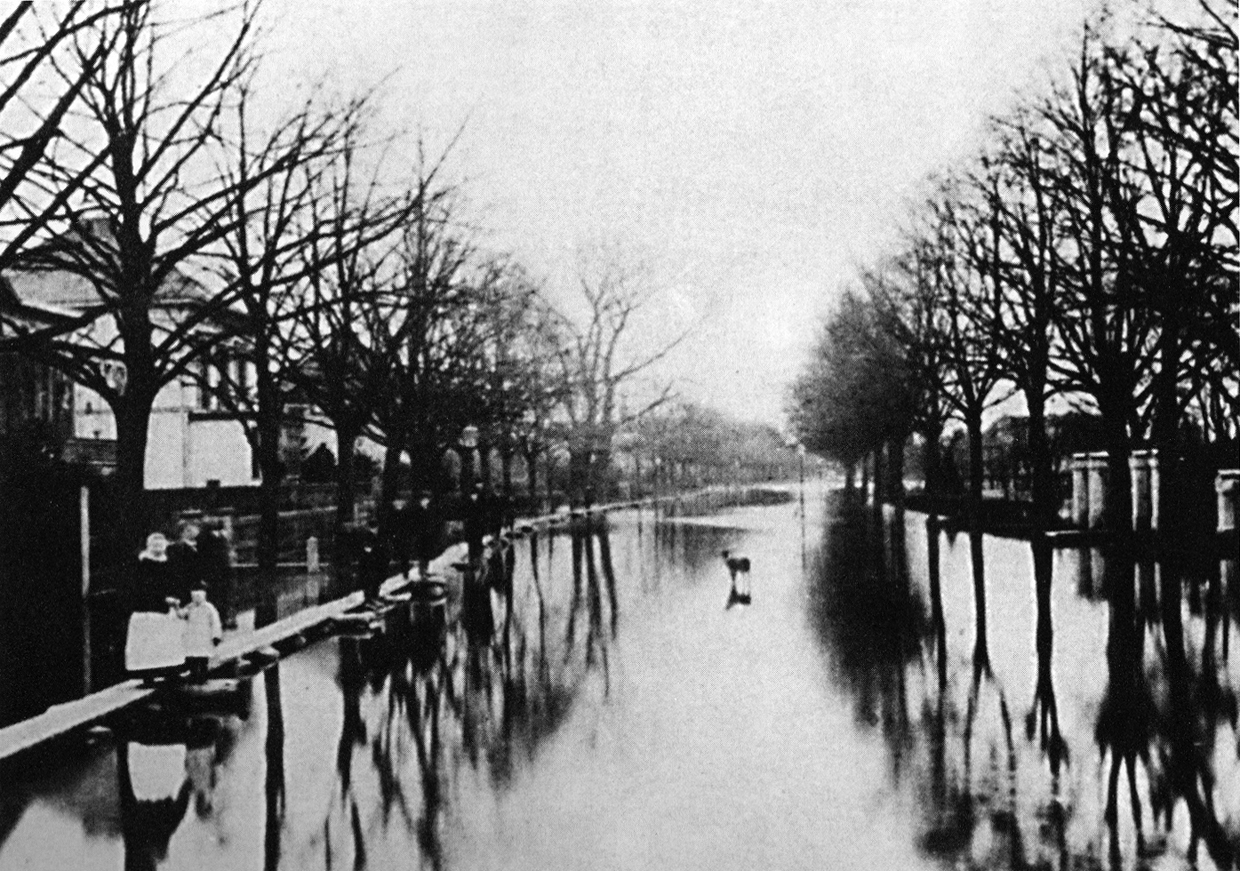
Die überschwemmte Schwachhauser Chaussee im März 1881

Noch während im Norden der Stadt das Wasser der letzten Flut auf den Feldern stand, wurde der Süden im Frühjahr des Jahres 1881 von einem neuen Hochwasser heimgesucht. Durch starkes Tauwetter verursacht schwoll die Weser sehr schnell an. Sie erreichte am Pegel Intschede einen Durchfluss von 4200 Kubikmetern pro Sekunde, was dem höchsten jemals gemessenen Weserdurchfluss bis Bremen entspricht und der Wahrscheinlichkeit nach nur einmal in 600 Jahren auftritt.
Der Fluss brach am 19. Februar durch den linksseitigen Deich bei Thedinghausen. Die Ochtumdeiche konnten die in nordwestlicher Richtung vordringenden Wassermassen nur ungenügend zurückhalten und wurden größtenteils überspült. Dies hatte zur Folge, dass neben vielen anderen Dörfern auch die Gemeinden Stuhr, Varrel, Moordeich (gehören heute beide zu Stuhr) und Huchting sowie das gesamte Niedervieland überflutet wurden. In Huchting stand das Wasser bis zu 90 Zentimeter hoch in den Straßen. Gut drei Wochen darauf gaben am 13. März zeitgleich mehrere Deichabschnitte links der Weser von Hoya abwärts nach. Dadurch wurde die Flut noch verstärkt. Währenddessen lief in Bremen selbst die Weser über ihre rechten Deiche und strömte sowohl in die Innenstadt als auch zum Bürgerpark. Die auf einer Düne und somit etwas höher als die Umgebung gelegene Altstadt ragte laut Augenzeugenberichten wie eine Insel aus der Wasserfläche. An der Wand des Concordenhauses im Schnoor befindet sich eine Marke des historischen Hochwasserstandes vom 13. März.
Dieses Binnenhochwasser überflutete insgesamt 36.000 Hektar Land und war die letzte vollständige Überflutung der Ochtumniederung von Hoya bis zur Mündung des Flusses. Auf der bereits erwähnten Hochwassermarke an der Polizeiwache Parkallee ist auch der Wasserstand dieser Flut markiert.

## Hochwasser im 20. Jahrhundert

### März 1906
Die Sturmflut vom 13. März 1906 war eine der schwersten, die Bremen je getroffen hat. Sie staute die Weser auf 4,91 Meter über Normalnull auf und somit 2,63 Meter höher als bei einem gewöhnlichen mittleren Hochwasser. Doch die Hauptgefahr ging bei diesem Hochwasser nicht vom Weserstrom aus, sondern von seinem linken Nebenfluss Ochtum. Dadurch, dass das Weserwasser in diese eindrückte, ihren Abfluss verhinderte und sie sogar zeitweise rückwärts fließen ließ, trat die Ochtum schließlich über die Ufer, was eine großflächige Flutung der Dörfer Hasbergen (heute ein Ortsteil von Delmenhorst), Strom, Huchting, Grolland, Varrel und auch Stuhr zur Folge hatte. Insgesamt wurden an diesem Märztag 33 Quadratkilometer Land überschwemmt.

### Februar 1946

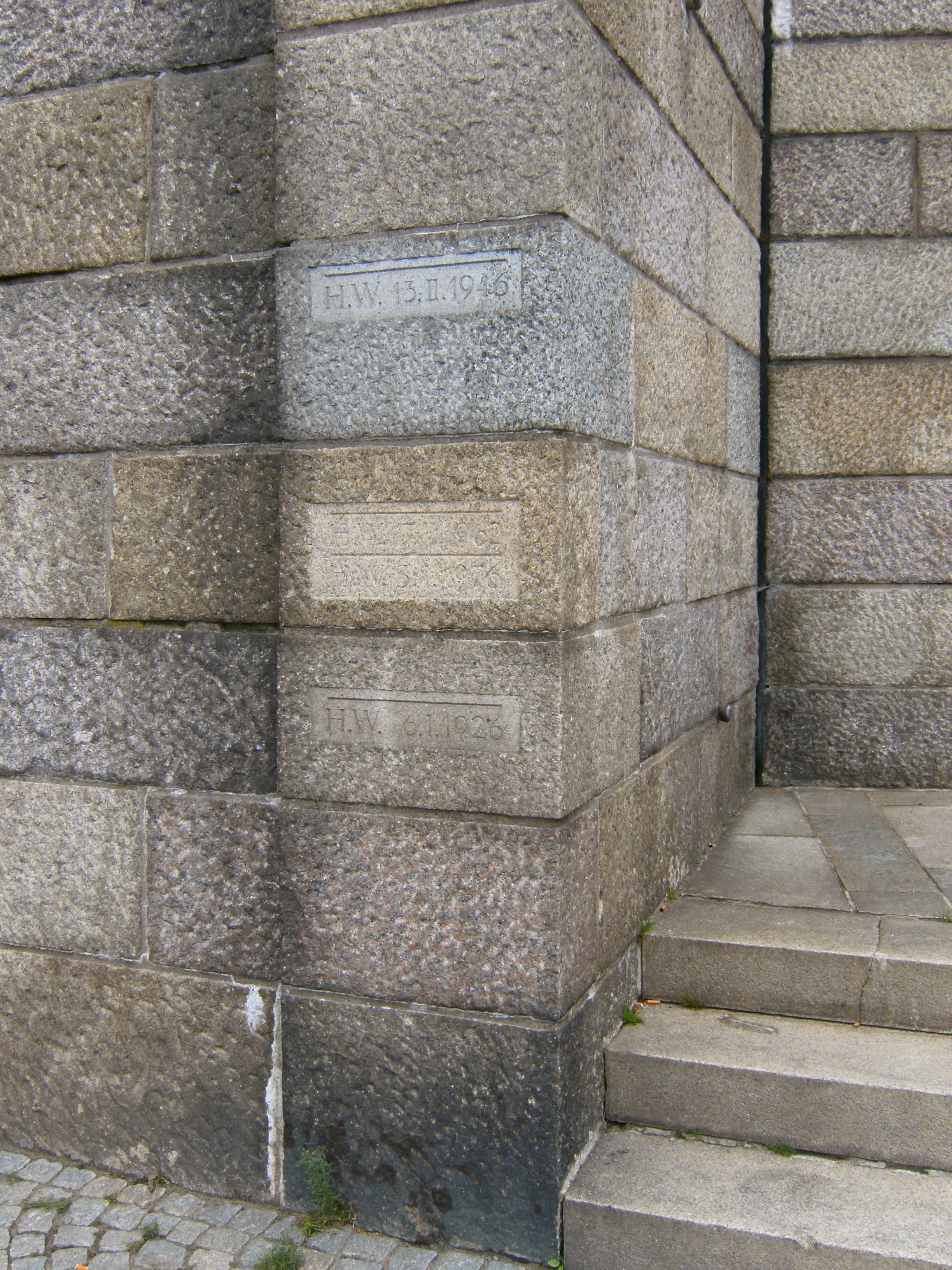
Hochwassermarken an der Weserpromenade/Höhe Wilhelm-Kaisen-Brücke

Die Sturmflut von 1946 traf Bremen zu einem der ungeeignetsten Zeitpunkte überhaupt. Die Stadt lag nach dem Zweiten Weltkrieg noch zu großen Teilen in Trümmern. Die Nahrungsmittelversorgung für die notleidende Bevölkerung war noch nicht überall vollständig sichergestellt. Besonders in den Wintermonaten herrschte häufig Mangel und in der Folge Hunger unter den Menschen, die zum Teil in Behelfsunterkünften oder in Kleingartenhäuschen lebten.
Am 11. Februar brach das Hochwasser herein. Besonders schlimm betroffen war die linke Weserseite, wo unzählige Parzellen zerstört wurden und somit den Menschen auch noch ihr letztes Hab und Gut abhandenkam, als die Weser an einigen Stellen im Niedervieland über ihre Ufer trat.
Der aus nordwestlicher Richtung wehende Orkan drückte das Weserwasser bis zu 17 Kilometer weit in Nebenflüsse zweiter Ordnung hinein, wie beispielsweise in die Varreler Bäke, einen Nebenfluss der Ochtum. Ihr Oberlauf trägt den Namen Klosterbach. Dieser brach am Nachmittag zwischen den Dörfern Blocken und Groß Mackenstedt (heute beide zu Stuhr gehörend) durch die niedrigen und nicht gesicherten Deiche. Obwohl es sich unter normalen Bedingungen um einen kleinen Wasserlauf handelt, hatte die Sturmflut durch die Deichbrüche eine Überflutung der Ochtumniederung von Kladdingen (heute ein Ortsteil von Stuhr) bis zur Ochtummündung zur Folge. Zahlreiche Dörfer, zum Beispiel Blocken, Moordeich und Stuhr, standen unter Wasser. Somit war das Niedervieland erneut doppelt betroffen: durch die Deichbrüche am Klosterbach und durch die Weserflut.
In Bremen forderte diese Sturmflut, die die Weser auf 5,80 Meter über Normalnull und somit 3,52 Meter höher als bei mittlerem Hochwasser auflaufen ließ, zwei Todesopfer.

### Dezember 1954
Zwischen dem 19. und dem 23. Dezember 1954 führt eine Sturmflutserie zu Überschwemmungen im Bereich der Ochtumniederung, des Woltmershauser- und Rablinghauser Grodens sowie des Stadtwerders. Die Hammeschleuse Ritterhude wird überflutet, ebenso die damals noch nicht von Deichen und Sturmflutmauern geschützten Bereiche an der Lesum sowie in Bremen-Farge, Bremen-Blumenthal sowie in Vegesack. In Bremen-Huchting müssen die Gebiete am Wardamm vorsorglich evakuiert werden. Vielerorts werden die Kronen der noch nicht erhöhten und verstärkten Deiche erreicht. Nur durch glückliche Umstände kommt es nicht zur Katastrophe.

### Februar 1962
– siehe auch Karte der überfluteten Gebiete:  –
Die Sturmflut in der Nacht vom 16. auf den 17. Februar 1962, die durch den Orkan Vincinette ausgelöst wurde, traf auch die Stadt Bremen. 50 Quadratkilometer wurden innerhalb weniger Stunden überschwemmt. Dies entspricht etwa 15 Prozent des Stadtgebietes.
Am Vormittag des 16. Februars herrschte in der Hansestadt bereits Orkansturm, und das Mittagshochwasser lief an der Großen Weserbrücke in der Innenstadt 1,93 Meter höher als normal auf und erreichte somit 4,21 Meter über Normalnull. Zunächst rechneten die örtlichen Behörden noch damit, dass die Stadt glimpflich davonkommen könnte. Diese Hoffnung rührte daher, dass einige Monate zuvor Inspekteure die Deiche kontrolliert und kritische Stellen abgedichtet hatten, so dass man davon ausging, dass keine große Gefahr bestünde. In der Stadt lagerten 60.000 Sandsäcke, eine so hohe Zahl, dass es sich Bremen sogar erlauben konnte, weitere 80.000 nach Otterndorf und Stade und 10.000 nach Bremerhaven zu schicken. Man ging davon aus, dass diese Orte schlimmer von einem eventuellen Hochwasser betroffen sein würden.
Zunächst richtete sich das Hauptaugenmerk der Bremer auf die erheblichen Sturmschäden. So rissen beispielsweise im Ortsteil Gartenstadt Vahr mehr als zwölf Pultdächer ab und wehten auf die Straße, wobei einige Personen verletzt wurden. Am Abend beschloss die Feuerwehr aus diesem Grunde, das Wohngebiet zum großen Teil zu sperren.
Etwa zur gleichen Zeit begann eine Evakuierung der ersten in Wesernähe gelegenen Kleingartengebiete, da man auf Grund des sich verstärkenden Orkans befürchtete, dass das Nachthochwasser noch deutlich höher steigen könnte als das Mittagshochwasser. Diese Vermutungen wurden bestätigt. Während des Nachthochwassers erreichte die Weser am Pegel eine Höhe von 5,41 Metern über Normalnull. Damit war sie 3,13 Meter höher als bei mittlerem Hochwasser. Wie erhofft hielten die bremischen Deiche dem Druck der Sturmflut stand. Sie waren jedoch in ihrer Höhe nicht ausreichend. Am 17. Februar um 00:45 Uhr überspülte die Weser die Wiesen des linksseitigen, ländlichen Ortsteils und Straßendorfs Strom im Niedervieland. Wenig später standen die Häuser ausnahmslos unter Wasser.
Um 01:30 Uhr wurden nahezu gleichzeitig mehrere Deiche überspült: Die Weser flutete über den Hasenbürener Deich und setzte die Dörfer Hasenbüren und Seehausen im linksseitigen Stadtteil Seehausen meterhoch unter Wasser. Ebenfalls in Hasenbüren trat die Ochtum über die Ufer und im nördlichen Stadtteil Burglesum strömte die Lesum über den Lesumbroker Deich. Dies hatte eine Überschwemmung des Werderlandes, des Blocklandes, Lesumbroks, von Teilen der Wohngebiete im Ortsteil Burglesum und sogar noch der 26 Kilometer Luftlinie von der Lesummündung entfernt liegenden Wümmewiesen durch die Hochwasser führende Lesum beziehungsweise ihren Quellfluss Wümme zur Folge.
Die Hochwasser in Ochtum und Lesum rührten daher, dass – wie bei nahezu jeder Sturmflut – das Weserwasser auch in die Nebenflüsse gedrückt wurde. Speziell an der Ochtum traten große Probleme auf. Obwohl sie bereits in Hasenbüren über die Ufer getreten war, führte sie auch weiter flussaufwärts noch viel zu viel Wasser für ihren durch enge Deiche eingegrenzten Lauf. Dies hatte zur Folge, dass sie auch dort unkontrolliert über die Befestigungen floss und das komplette Niedervieland, das südliche Obervieland, sowie weite Teile Huchtings überflutete. In Huchting ragte neben den Dächern der Häuser lediglich der Bahndamm aus den Fluten. Während die Ochtumflut den Osten Huchtings traf, überschwemmte die Varreler Bäke den Westteil, da sie als Nebenfluss der Ochtum ebenfalls Hochwasser führte.
Doch auch die Weser trat nicht nur in Hasenbüren über ihre Deiche, sondern auch an ihren linken Ufern in Woltmershausen, Rablinghausen sowie im Woltmershauser Vorfeld, sodass das Wasser dort hoch an den Häusern stand. Mehrere Kleingartengebiete bis nach Warturm wurden vollständig zerstört, was den Verlust mehrerer hundert Häuschen bedeutete. Auch der weiter weseraufwärts gelegene Stadtwerder stand unter Wasser, ebenso das Gebiet Suhrfeld, das sich im Osten an das Nordende der heutigen Karl-Carstens-Brücke anschließt.
Von den Auswirkungen der nächtlichen Sturmflut war auch Bremen-Nord stark betroffen. So kenterte in Vegesack infolge der durch das Hochwasser hervorgerufenen Strömungen die Weserfähre Willy und sank. Darüber hinaus strömten in das wesernahe Kraftwerk Farge mehr als 2000 Kubikmeter Wasser ein, die erst nach mehreren Wochen wieder abgepumpt werden konnten.
Am nächsten Morgen ließ der Sturm etwas nach, und das Mittagshochwasser des 17. Februar stieg nur noch auf 2,23 Meter über dem mittleren Hochwasser, also auf 4,51 Meter über Normalnull.
Die Sturmflut von 1962 kostete in Bremen sieben Personen das Leben. Sie starben in Rablinghausen, Huckelriede und Woltmershausen. Während der Nacht waren in Bremen etwa 4000 Katastrophenschutzhelfer im Einsatz, darunter gut 1000 Bundeswehrsoldaten. Sie mussten 453 Personen von Hausdächern retten und die mehr als 1000 Obdachlosen versorgen, die während der Flut ihr Haus oder ihre Wohnung verloren hatten. Während der Sturmflut wurden in der Hansestadt unabhängig von den Sandsäcken noch 2000 Tonnen Sand transportiert, um die Deiche im Blockland, in Grolland, in Huchting, an der Lesum und an der Ochtum zu halten. Der Sachschaden des Hochwassers belief sich auf gerundete 50.000.000 Deutsche Mark.

### Februar 1967
In der Nacht vom 23. auf den 24. Februar 1967 werden die vor den Hauptdeichen gelegenen Gebiete durch die vom Adolph-Bermpohl-Orkan hervorgerufenen Sturmflut überflutet. Am Ochtumdeich in Bremen-Strom kann eine Überflutung des Deiches in Höhe der Stedinger Brücke nur durch den massiven Einbau von Sandsäcken verhindert werden.

### Januar 1976
Anders als in vielen anderen Gebieten an der deutschen Nordseeküste lief die Sturmflut vom 3. Januar 1976 in Bremen nicht höher auf als jene 14 Jahre davor. Dennoch führte sie, ausgelöst durch den Capella-Orkan, der in der Hansestadt Spitzengeschwindigkeiten von 128 Kilometern pro Stunde erreichte, zu massiven Überflutungen. Die erste Warnung vor dem Hochwasser erging um 10:55 Uhr verbunden mit der Aufforderung an die Bevölkerung, sich auf eine eventuelle Evakuierung vorzubereiten. Gegen 11:30 Uhr wurde die Uferpromenade am Osterdeich an der rechten Weserseite überspült, und die Weserfähren stellten ihren Dienst ein. Drei Stunden nach den ersten Warnungen gab mit dem linksseitigen Sommerdeich der Lesum im Flussknick an der Burger Brücke der erste bremische Deich unter dem Druck des vom Orkan in die Weser und ihre Nebenflüsse geschobenen Wassers nach. Der Deich war absichtlich nicht mit Sandsäcken erhöht worden, damit das Wasser in die vorgesehenen Überfüllungsgebiete abfließen konnte. Den Plänen entsprechend ergoss es sich ins Blockland. Um 15:05 Uhr verzeichneten die Katastrophenhelfer ein Überschwappen des Weserwassers über den Deichschartweg und wenig später ein Einströmen in den Werdersee. Die Flutrinne zeigte sich jedoch für die unerwartet großen Wassermengen nicht genug ausgebaut, sodass knapp eine Stunde später bereits der gesamte Stadtwerder sowie das Gebiet im Suhrfelde unter Wasser standen. Zahlreiche Menschen mussten in Sicherheit gebracht werden.
Während die Weser am Pegel ihren maximalen Wert von 5,32 Metern über Normalnull erreichte, wurde von den Behörden die Sprengung des Bahndamms zum Neustädter Hafen mit einer Tonne Trinitrotoluol vorbereitet. Das dahinterliegende Niedervieland war als Überfüllungsgebiet ausgewiesen, doch der Damm wirkte wie ein Deich: Er hielt das Wasser auf der der Weser zugewandten Seite und hätte es möglicherweise in das dicht bebaute Woltmershausen umleiten können. Da die Bauherren diesen Umstand vorausgesehen hatten, waren bereits bei der Errichtung des Bahndamms Sprengkammern eingebaut worden. Die Sprengung musste in letzter Instanz vom Präsidenten des Senats Hans Koschnick sowie zwei Senatoren beschlossen werden, da der Hafen dann für gut einen Monat von jeglichen Bahnverbindungen abgeschnitten gewesen wäre. Letztendlich bedurfte es keiner Sprengung, weil um 16:40 Uhr der Rablinghauser Groden brach und sich das Wasser wie vorgesehen ins Niedervieland ergoss. Die bis zu sechs Meter hohen Winterdeiche hielten dieser Belastung stand.

### März 1981

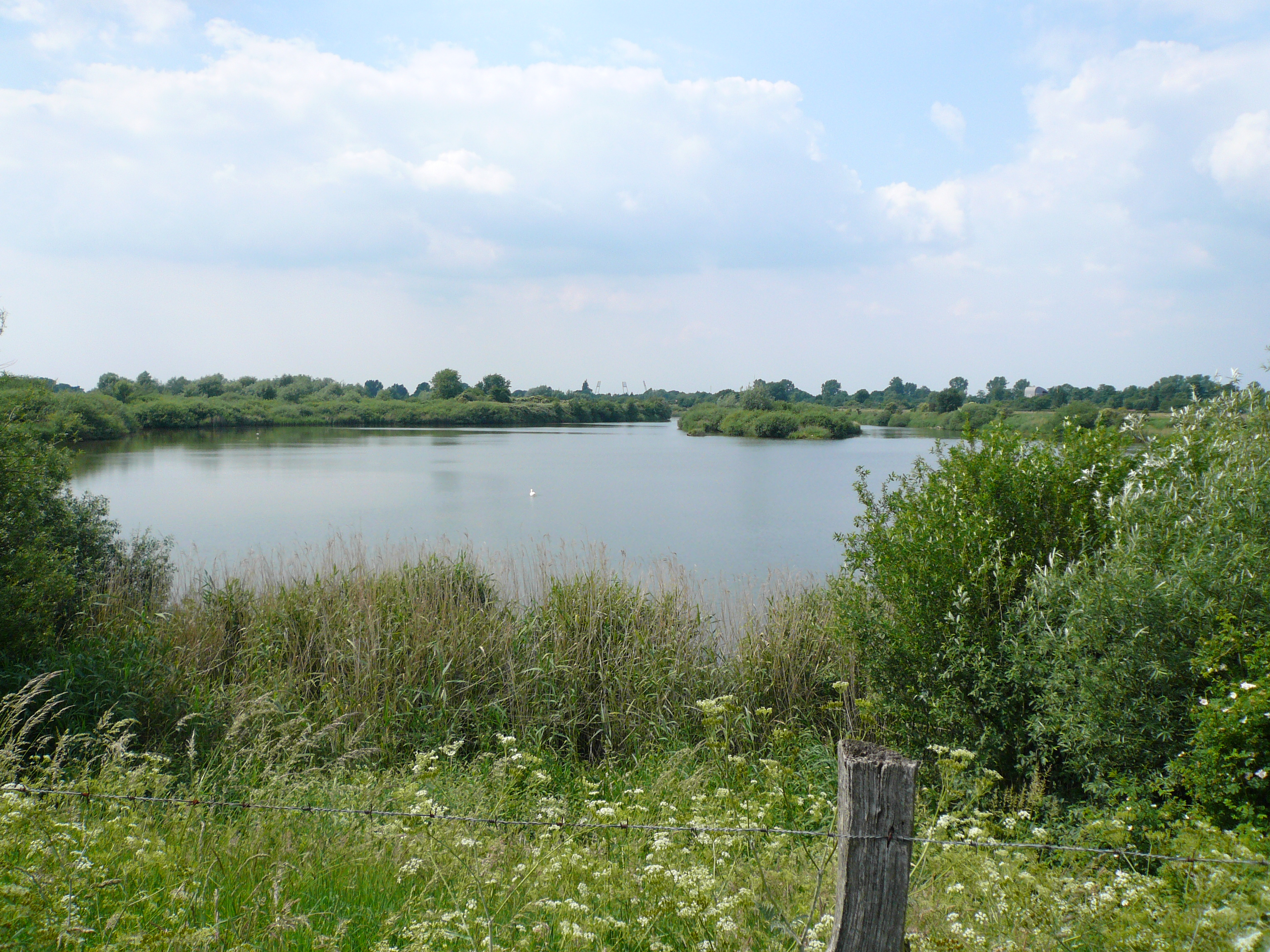
Das heutige Naturschutzgebiet „Neue Weser“ ist der Überrest der Flutrinne von 1981

Mitte März 1981 kam es bei einem Binnenhochwasser in Bremen zu den schwersten Überschwemmungen seit 1946, dem Weserdurchbruch. Die Oberweser führte 2650 Kubikmeter Wasser pro Sekunde, die nicht in ausreichendem Maße in die Unterweser abfließen konnten, da eine Einheit des alten Weserwehres defekt war. Das Wasser brach oberhalb des Wehres auf der linken Flussseite durch den Deich und überschwemmte den nördlichen Teil des Ortsteils Habenhausen. Dieser war zwar als Überfüllungsgebiet ausgewiesen, doch mit zahlreichen Kleingartengebieten besetzt. Durch eine ungünstige Deichführung drohte zudem ein Einbruch in das Wohngebiet, der allerdings von bis zu 200 Helfern abgewendet werden konnte, die einen Entlastungsdamm errichteten. Schließlich strömte das Wasser durch einen weiteren Deichbruch zurück in die Weser und richtete an ihren Ufern noch erhebliche Schäden an. Im Zuge dieses Weserdurchbruchs wurde ein Gebiet von 70 Hektar überflutet und etwa 150 Parzellenhäuschen wurden zerstört. Als Folge der Flut, die eine im Land Bremen bis dahin beispiellose Spendenaktion nach sich zog, wurde der Hochwasserschutz der Stadt grundlegend neu geregelt. Neben dem Neubau des Weserwehres kam es auch zur Verlängerung des Werdersees, der als Auffangrinne für Sturmhochwasser dienen sollte, sich aber bei der Flut 1981 als nutzlos erwies. Die Reste der Flutrinne von 1981 sind heute als Naturschutzgebiet ausgewiesen.

### Januar 1994
Das Tidehochwasser erreichte am 28. Januar einen Wert, der mit 5,43 Meter am Pegel Große Weserbrücke zwei Zentimeter höher als bei der Sturmflut von 1962 lag. Dabei ist jedoch zu berücksichtigen, dass die Sperrwerke an Hunte, Ochtum und Lesum geschlossen wurden und somit das auflaufende Wasser nicht in die Nebenflüsse gelangen konnte. So wurde beispielsweise das Lesumsperrwerk bereits bei einem Wasserstand von 2,70 Meter geschlossen. Dies führte zu einer Erhöhung des gemessenen Wasserstandes. Dank des gut funktionierenden Vorhersagesystems des Wasserwirtschaftsamtes in Bremen konnten frühzeitig die notwendigen Maßnahmen getroffen werden. Mehrere Stunden vor Erreichen des höchsten Wasserstandes war bereits bei der Polizei Katastrophenalarm ausgelöst worden.

## Hochwasser im 21. Jahrhundert

### November 2007
Am 9. November kam es infolge des Orkans Tilo zu starken Überschwemmungen im Bremer Stadtgebiet. Die Behörden sprachen von einer schweren Sturmflut. Am stärksten von der Flut betroffen war die rechte Weserseite.

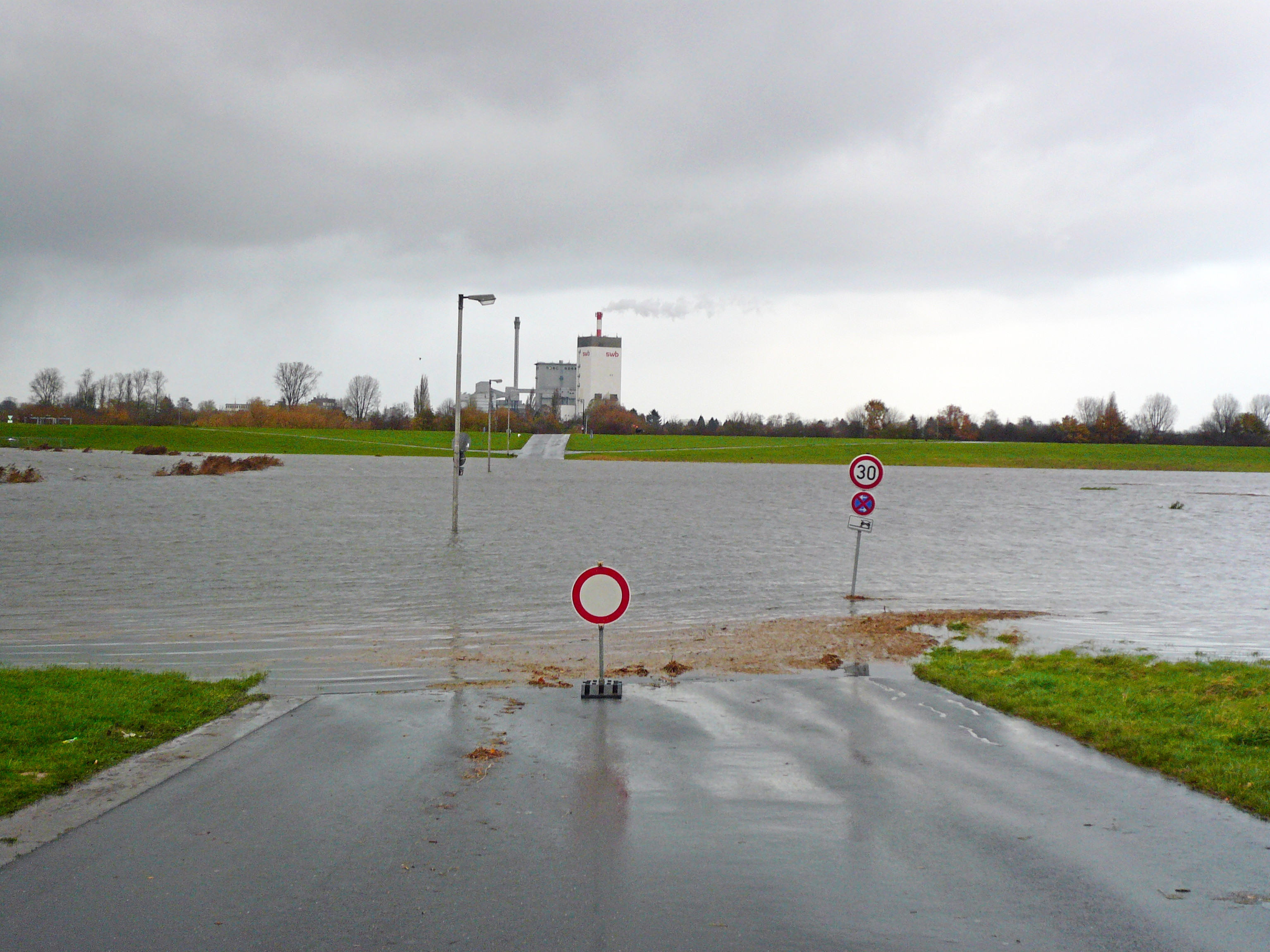
Infolge des Orkans Tilo trat am 9. November 2007 der Werdersee weit über die Ufer, Blick nach Norden zum Kraftwerk Bremen-Hastedt

Während dieser Sturmflut wurden in Bremen zwar keine Personen verletzt, es waren aber zum Teil empfindliche Sachschäden zu beklagen. Die Weser stieg an der Weserbrücke im Zentrum der Stadt um 14:35 Uhr auf 5,08 Meter über Normalnull auf. Der Martinianleger sowie die Weserpromenade wurden überflutet. Zudem lief das Weserwasser in eine Fußgängerunterführung nahe der St.-Martini-Kirche und machte den Weg für mehrere Stunden unpassierbar. Die Überflutungen zogen sich am rechten Weserufer flussaufwärts bis zur Karl-Carstens-Brücke. So wurden beispielsweise die auenartigen Grünflächen zwischen dem Zentrum und dem Weserstadion überschwemmt, die im Norden von dem zu einer Straße ausgebauten Osterdeich begrenzt werden. Vor dem Stadion erreichte der Strom das Doppelte seiner üblichen Breite.
Auch die Pauliner Marsch war betroffen. Zahlreiche Kleingartengrundstücke standen dort bis zu 70 Zentimeter unter Wasser. Am noch einige hundert Meter weiter flussaufwärts gelegenen Weserwehr war zwischen Ober- und Unterweser kein Strömungsgefälle mehr festzustellen.
In den rechtsseitigen nördlichen Stadtteilen Blumenthal und Vegesack aber auch an den Uferbereichen der linksseitigen Neustadt bedurfte es der Feuerwehr, um mehr als ein Dutzend Autos abzuschleppen, die falsch geparkt und vom Wasser erfasst worden waren. In Vegesack, wo zahlreiche Straßen tief unter Wasser standen, zeigten sich die Auswirkungen der Sturmflut besonders eindrucksvoll daran, dass die Fluten zum Teil bis zu zwei Meter hoch an den Hauswänden standen. Im Hafengebiet des Stadtteils besitzen jedoch die meisten Gebäude aus Schutzgründen Sicherheitstüren und Fenster aus Panzerglas, die ein Eindringen des Wassers verhinderten.
Gegen 17:30 Uhr war der Pegel bereits wieder so weit gesunken, dass keine größere Gefahr mehr bestand. Allerdings erlangte das mittlere Niedrigwasser, welches für gewöhnlich bei 1,6 Metern unter Normalhöhennull liegt, nicht annähernd diese Tiefe, da der nach wie vor starke und anhaltende Sturm das Wasser auf einem Niveau von etwas über NN festhielt. Es wurden daher Befürchtungen laut, dass es im Zusammenspiel mit dem Nachthochwasser eine erneute Überschwemmung geben würde. Dies traf glücklicherweise nicht ein.
In der abendlichen regionalen Nachrichtensendung buten un binnen im Radio Bremen TV äußerte sich der Geschäftsführer des Bremischen Deichverbandes am rechten Weserufer, Wilfrid Döscher, über das Hochwasser:
„[…] Wenn man das in ein Ranking stellen will, dann war das eigentlich Nummer vier auf der Hitliste – also die vierthöchste jemals in Bremen gemessene Sturmflut haben wir heute erlebt. […]“

### Dezember 2013
Der Orkan Xaver führte Anfang Dezember 2013 zu Rekordwasserständen an der Nordseeküste, sodass auch die Weser davon betroffen war. In der Stadt Bremen wurden am 6. Dezember 2013 bei zwei unmittelbar aufeinander folgenden Sturmfluten Wasserstände erreicht, die zu den höchsten seit 130 Jahren zählen. Um 05:45 Uhr wurde am Pegel Große Weserbrücke ein Wasserstand von 5,25 m ü. NHN gemessen – das sind knapp drei Meter über dem mittleren Hochwasser. Das Hochwasser um 16:47 Uhr erreichte 4,92 Meter und übertraf damit auch die Sturmflut des Jahres 1906. Damit wurde das Weserwehr in Hastedt überflutet, und das neue Weserkraftwerk Bremen konnte erstmals seit Inbetriebnahme wegen des fehlenden Gefälles für einige Stunden keinen elektrischen Strom erzeugen.

### Oktober 2014
Am 22. Oktober 2014 führten Ausläufer des Hurrikans Gonzalo zu erhöhten Wasserständen an der Nordsee und somit auch in der Weser. Um 13:10 Uhr wurde am Pegel Große Weserbrücke ein Wasserstand von 4,66 m ü. NHN gemessen. Aufgrund der Wetterlage war bereits am Vortag mit einem erhöhten Wasserstand gerechnet worden.

## Hochwasserschutz
Der Hochwasserschutz hat in Bremen eine lange Tradition. Diese rührt vornehmlich daher, dass die Bewohner bereits seit der Gründung der Stadt um 780 mit Überflutungen zu kämpfen hatten. Die erste offensichtliche Schutzmaßnahme der frühen Siedler bestand darin, dass sie ihre Hütten auf einem hohen Dünenzug am rechten Weserufer errichteten, der heutigen Bremer Düne. Diese wurde selbst von den höchsten Fluten nicht überspült.
Um 1275 begann die systematische Eindeichung der Siedlungen. Die erste urkundlich nachweisbare Aufschüttung eines Deiches datiert allerdings aus dem Jahre 1374. Dieser trug daher im Volksmund lange Zeit lediglich den Namen Alter Deich. 1433 gründete sich der erste bremische Deichverband, der sogenannte Deichverband der vier Lande. Vierzig Jahre später schrieb man die erste allgemeine Deichordnung fest, die sich über mehrere Jahrzehnte hielt. 1850 wurde sie durch eine neue Fassung aktualisiert, die bewirkte, dass sich zwei große Hauptdeichverbände bildeten.
Heutzutage sind zwei Hauptdeichverbände für die Eindeichung sowie die Instandhaltung der Schutzvorkehrungen verantwortlich. Der 1937 gegründete Bremische Deichverband am rechten Weserufer besitzt einen Zuständigkeitsbereich von 22.000 Hektar. Der Verband unterhält rund 645 Kilometer Hauptwasserläufe und 96 Kilometer Landesschutzdeiche. Das Gegenstück am linken Ufer ist der Bremische Deichverband am linken Weserufer. Dieser ist für Gewässer mit einer Gesamtlänge von 145 Kilometern verantwortlich und gründete sich 1947. Die von ihm verwaltete Deichlänge beläuft sich auf 63,5 Kilometer.
Für weitere Informationen zur Geschichte des Hochwasserschutzes in Bremen: → Hauptartikel: Geschichte des Bremer Deichwesens.
Zahlreiche Bereiche der Stadt wurden als Überschwemmungsgebiete ausgeschrieben, also als Ausweich- und Entlastungsflächen für eventuelle Hochwasser. Zu diesen Flächen zählen beispielsweise der Park links der Weser an der Ochtum, das 375 Hektar umfassende Naturschutzgebiet Ochtumniederung in Huchting, der Weseruferpark Rablinghausen mit anschließenden Kleingartengebieten, die Borgfelder Wümmewiesen, das 148,5 Hektar messende Naturschutzgebiet Untere Wümme, die östlich des Grabens Deichschlot gelegenen Marschwiesen im Stadtteil Oberneuland, die südlichen Bereiche der Mahndorfer Marsch, die Habenhauser Weserwiesen, Teile des Stadtwerders, ein rechtsseitiger Uferstreifen der Weser von den Häfen bis nach Blumenthal sowie die Pauliner Marsch. Dies ist ein Grüngebiet im Weserbogen, das vom Osterdeich im Norden, der Weser im Süden und der Karl-Carstens-Brücke im Osten abgegrenzt wird und Sportplätze, Parzellen sowie ein Restaurant enthält.

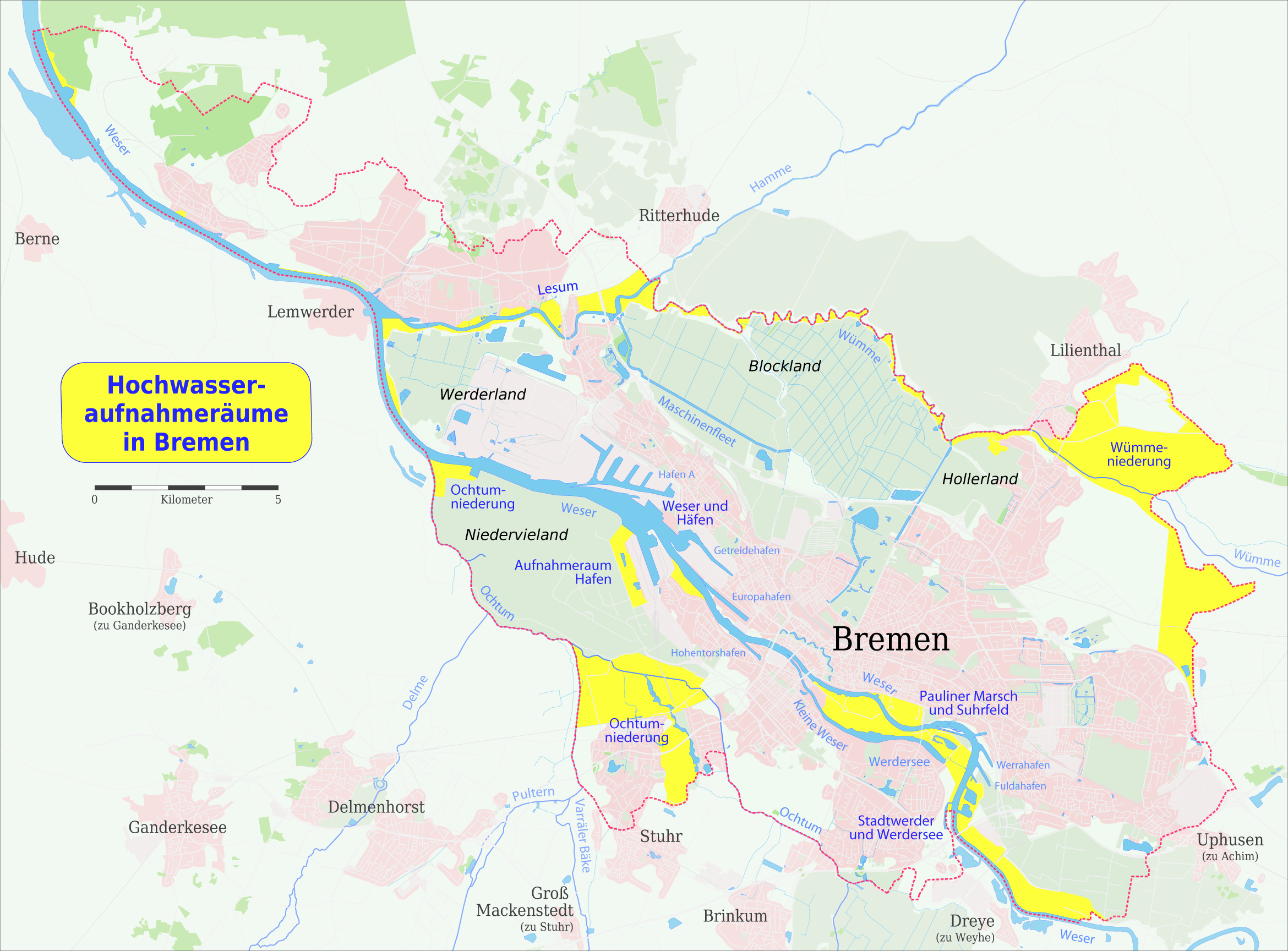
Die Überfüllungsgebiete in Bremen

Als ein wesentlicher Aspekt des bremischen Hochwasserschutzes zu Beginn der zweiten Hälfte des 20. Jahrhunderts ist der zusammenhängende Wasserlauf der Kleinen Weser und des Werdersees zu werten. Während erstere schon seit Jahrhunderten als kleiner linksseitiger Arm der Weser existierte, wurde der Werdersee als Verlängerung gen Osten erst in den Jahren 1953 bis 1960 angelegt. Man erhoffte sich, dass er im Falle eines Deichbruches an der Weser einspülendes Hochwasser aufnehmen würde, bevor es die Wohngebiete der Neustadt erreichte. Nachdem sich der See während der Flut von 1981 als nahezu wirkungslos in seiner Schutzfunktion erwiesen hatte, da er zwar die Neustadt vor Sturmfluten, nicht aber Habenhausen vor Binnenhochwassern zu sichern vermochte, beschloss man eine großräumige Umgestaltung. So wurde das Gewässer nochmals um 1,07 Kilometer über die Karl-Carstens-Brücke hinaus verlängert, sodass es nun im Osten fast bis an die Oberweser reicht und im Westen mit der Kleinen Weser verbunden ist. Darüber hinaus überarbeitete man die Deichziehung in diesem Bereich.
Im Jahre 1959 führte das in Hannover ansässige Franzius-Institut eine umfangreiche Untersuchung der Hochwassergefährdung für Bremen durch. Dabei wurden auch die eventuellen Auswirkungen von Sturmfluten und Binnenhochwassern auf die Umgebung analysiert. Die ermittelten Ergebnisse flossen in die Bestimmung für neue Schutzanlagen maßgeblich mit ein. Von 1971 bis 1974 wurde am Unterlauf der Lesum das Lesumsperrwerk im Stadtteil Burglesum errichtet, etwa 1,65 Kilometer unterhalb der Mündung in die Weser. Es besitzt neben einer Schleusenkammer drei Durchlaufeinheiten. In Betrieb genommen werden konnte es jedoch erst im Jahre 1979, da zuvor das Ochtumsperrwerk und das Huntesperrwerk fertiggestellt werden sollten. Man befürchtete, dass es zu unkontrollierbaren Wasserständen kommen könnte, wenn ein Sperrwerk unabhängig von den anderen geschlossen werden würde. Das Huntesperrwerk in Niedersachsen dient nicht der Verhinderung von Hochwassern in Bremen, doch bei dem ebenfalls auf niedersächsischem Landesgebiet befindlichen Sperrwerk an der Ochtum ist dies der Fall. Es befindet sich 384 Meter oberhalb der Mündung, verfügt über eine Schleusenkammer und zwei Sperreinheiten. Beide Sperrwerke dienen dazu, bei Sturmfluten zu verhindern, dass Weserwasser in die Nebenflüsse gedrückt wird und diese möglicherweise über die Ufer treten lässt. Sie besitzen eine Sperrhöhe von 6,60 Metern über Normalhöhennull. Durch das Lesumsperrwerk, das vornehmlich das Blockland und die Wohngebiete in Burglesum schützt, verkürzten sich die sturmflutgefährdeten Deiche der Lesum und ihrer Quellflüsse um 38 Kilometer. Das Ochtumsperrwerk ist aus bremischer Sicht für die Sicherheit der Gebiete Niedervieland, Woltmershausen und Huchting verantwortlich. Durch seinen Bau konnte die Länge der sturmflutgefährdeten Ochtumdeiche um 22 Kilometer verringert werden.
Heutzutage wird die Stadt Bremen von Hochwasserschutzanlagen – Erddeichen, Sperrwerken, Schutzwänden und Abflussrinnen – mit einer Gesamtlänge von 155 Kilometern gesichert. Von diesen liegen 87 Kilometer oberhalb und 68 Kilometer unterhalb der Sperrwerke der Ochtum und der Lesum. Die bremischen Deiche besitzen Höhen, die zwischen 7,20 Metern über Normalnull in Bremen-Nord und 10,50 Metern über Normalnull in Habenhausen schwanken. Dies ist darauf zurückzuführen, dass die Weser bei Sturmfluten in den nördlichen Stadtteilen, wo sie bereits sehr breit ist, nicht so hoch aufläuft, wie weiter flussaufwärts, wo sie durch das schmaler werdende Flussbett aufgestaut wird. Die einzelnen Hochwasserschutzanlagen befinden sich entweder im Besitz der Stadtgemeinde Bremen, des Bundeslandes oder der zwei Deichverbände. Die jährlichen Kosten für den Hochwasserschutz beliefen sich im Jahre 2003 für den Bremischen Deichverband am rechten Weserufer auf 1.500.000 Euro und für den Bremischen Deichverband am linken Weserufer auf 760.000 Euro, zusammen also auf 2.260.000 Euro. Davon übernahm die Stadt Bremen 1.000.000 Euro.

## Klimawandel und Anstieg des Meeresspiegels
Durch den Klimawandel schmilzt an Nord- und Südpol das Eis, und auch die Gletscher in den Gebirgen schmelzen. Weiter erwärmt sich auch das Wasser und dehnt sich dabei aus. Außerdem kommt es durch die Erderwärmung öfter zu extremen Wetterverhältnissen wie Stürmen oder Starkregen. Starke Stürme können zu Sturmfluten führen. Wenn es über Tage oder gar Wochen stark regnet, tritt in der Weser und ihren Nebenflüssen das Wasser über die Ufer. Hochwasser durch Sturmfluten oder Binnenhochwasser durch Starkregen kann in Bremen zu schwierigen Situationen führen, vor allem wenn beides gleichzeitig auftritt. Der vorhandene Deich an der Stadtstrecke mitten in Bremen kann diesen vorhergesagten Gefahren auf Dauer nicht standhalten.
Der Hochwasserrisikomanagementplan 2021–2027 der FFG Weser beschreibt die Szenarien für die Zukunftszeiträume „nahe Zukunft“ (bis 2050) und „ferne Zukunft“ (bis 2100). Beispielhaft für das Binnenland zeigt sich für das Einzugsgebiet Aller-Leine eine deutliche Zunahme des mittleren Abflusses, insbesondere im Winter und Frühling. Nach dem Sonderbericht des Intergovernmental Panel on Climate Change (IPCC, 2019) über den Ozean und die Kryosphäre in einem sich wandelnden Klima ist mit einer erheblichen Beschleunigung des Meeresspiegelanstiegs zu rechnen. Für das RCP-8.5-Szenario liegt die wahrscheinliche Bandbreite des globalen mittleren Meeresspiegelanstiegs bis Ende des 21. Jahrhunderts zwischen 0,61 m und 1,10 m (Medianwert 0,84 m). Der Bund und die Länder haben sich darauf verständigt, für Vorsorgezwecke das RCP-8.5-Szenario zu verwenden, da dies die höchste Anpassungsnotwendigkeit mit sich bringt.